# Pontifícia Academia Mariana
A Pontifícia Academia Mariana (em latim: Pontificia Academia Mariana Internationalis, em italiano:  Pontificia accademia mariana internazionale, PAMI) é uma organização pontifícia internacional encarregada de promover a mariologia. A academia é uma das instituições pontifícias do Vaticano em Roma. O PAMI também tem a tarefa de coordenar as demais academias e sociedades marianas existentes no mundo e de zelar por todo excesso ou minimalismo mariano. Para o efeito, o Papa ordenou que a Academia tivesse um conselho que analisasse a organização dos congressos e que coordenasse as sociedades mariológicas e as que promovem ou ensinam a mariologia.

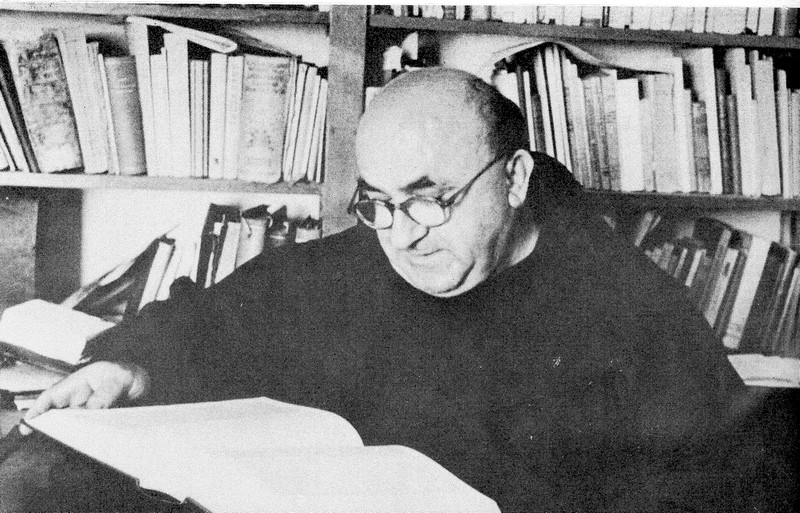
Carlo Balic

## História
A Academia foi fundada em julho de 1946 pela Ordem dos Frades Menores com a tarefa específica de organizar debates científicos e conferências e cuidar da publicação da Bibliotheca Mariana. Foi também responsável pelos estudos relativos ao dogma da Imaculada Conceição, no seu primeiro centenário. O primeiro presidente da Comissão foi Frei Charles Balic, que dirigiu a Cátedra de Estudos Marianos do Pontifício Ateneu Antoniano. 
Em 8 de dezembro de 1959, o Papa João XXIII, com o motu proprio Maiora in dies, deu à Academia o título de “Pontifícia”. Instituiu assim a Comissão permanente encarregada de organizar a celebração dos Congressos Mariológicos e Marianos Internacionais. A referida Comissão, com os Estatutos aprovados pelo Papa João Paulo II, é o Conselho da Academia. 

## Atividades

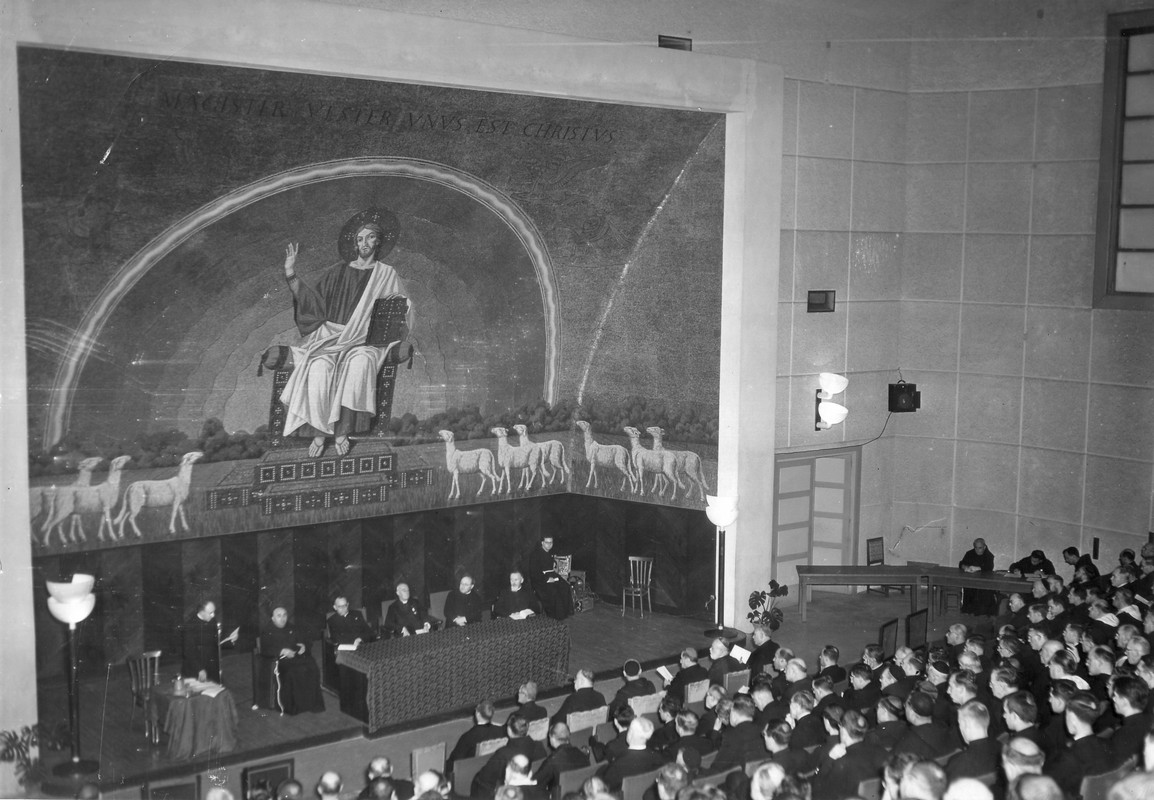
Roma 1950

Em 1950 a Academia ganhou reconhecimento internacional com a organização do primeiro Congresso Mariológico Internacional e do oitavo Congresso Mariano Internacional. Os congressos em 1948 e 1958 se seguiram. O 23º Congresso Internacional foi realizado de 4 a 9 de setembro de 2012, e enfatizou desenvolvimentos e novas perspectivas na mariologia católica romana contemporânea (desde o Concílio Vaticano II, após o qual declinou, e então foi revivido a partir do pontificado do Papa Paulo VI).
O trabalho do PAMI tem um duplo propósito: promover e favorecer os estudos científicos da Virgem Maria, sejam eles especulativos ou histórico-críticos, e organizar convenções e conferências marianas periódicas. Os resultados são editados e publicados em coleções mariológicas, tanto históricas como teológicas. 
É vontade do Papado que seja um organismo internacional, mas centralizado, para a coordenação do trabalho mariológico nas várias nações e nas entidades científicas únicas. Esta tarefa de coordenação foi destacada pelo documento pontifício do Papa João XXIII: “É nosso desejo que esta nossa Academia continue, como tem feito até agora, a trabalhar pela união amistosa de forças e intenções de todas as outras Academias e Sociedades Marianas existentes no mundo para contribuir para o louvor e a honra da Virgem Maria”. 
O PAMI também coordena os professores de mariologia, para os quais organiza encontros periódicos.

## Sociedades e academias marianas
- Société Française d'Études Mariales (SFEM – França)
- Sociedad Mariológica Española (SME – Espanha)
- Sociedade Mariológica da América (EUA)
- Deutsche Arbeitsgemeinschaft für Mariologie (Alemanha)
- Sociedad Mariológica Colombiana
- Polskie Towarzystwo Mariologiczne (Polônia)
- Hrvatski Mariološki Institut (Croácia)
- Associazione Mariologica Interdisciplinare Italiana (AMI)
- Sociedade Ecumênica da Virgem Maria (ESBVM – Inglaterra-Estados Unidos)
- Società Mariologica Mediorientale (Líbano)
- Academia Mariológica da índia
- Sociedade Mariológica das Filipinas

Outras seções marianas:
- Seção Asiática
- Seção Africana
- Seção Latino-Americana
- Seção Eslovênia
- Seção Brasileira

## Centros marianos

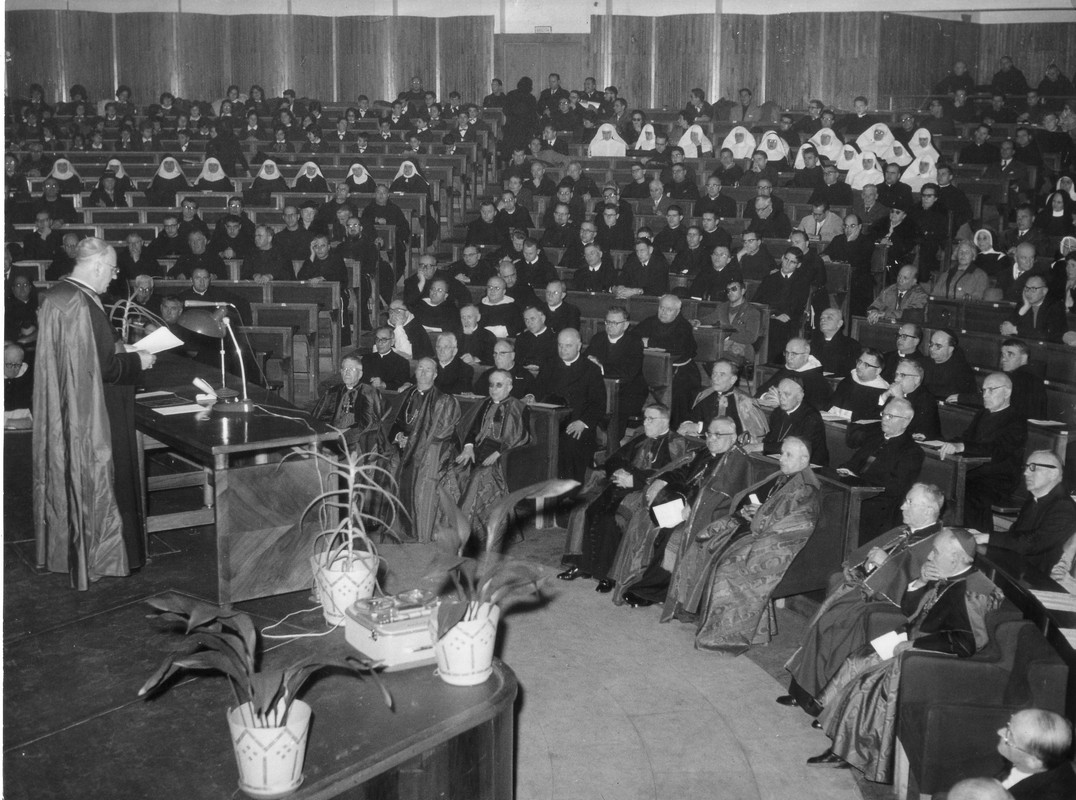
Roma 1954

- Pontifícia Faculdade Teológica Marianum (Roma)
- International Marian Research Institute (Dayton - EUA)
- Marian Academy of Kolbe (Kolbianum) em Niepokalanow (Polônia)
- Istituto Superiore di Scienze Religiose S. Maria di Monte Berico (Vicenza - Itália)
- Centro mariano de los Siervos de Maria (México)
- Centrum Formacji Maryjnej “Salvatoris Mater” Księży Marianów (Polônia)
- Academia Marial de Aparecida (Brasil)
- Centro Mariano do Santuário de Nossa Senhora Ta 'Pinu (Gozo, Malta)

## Congressos internacionais mariológicos / marianos

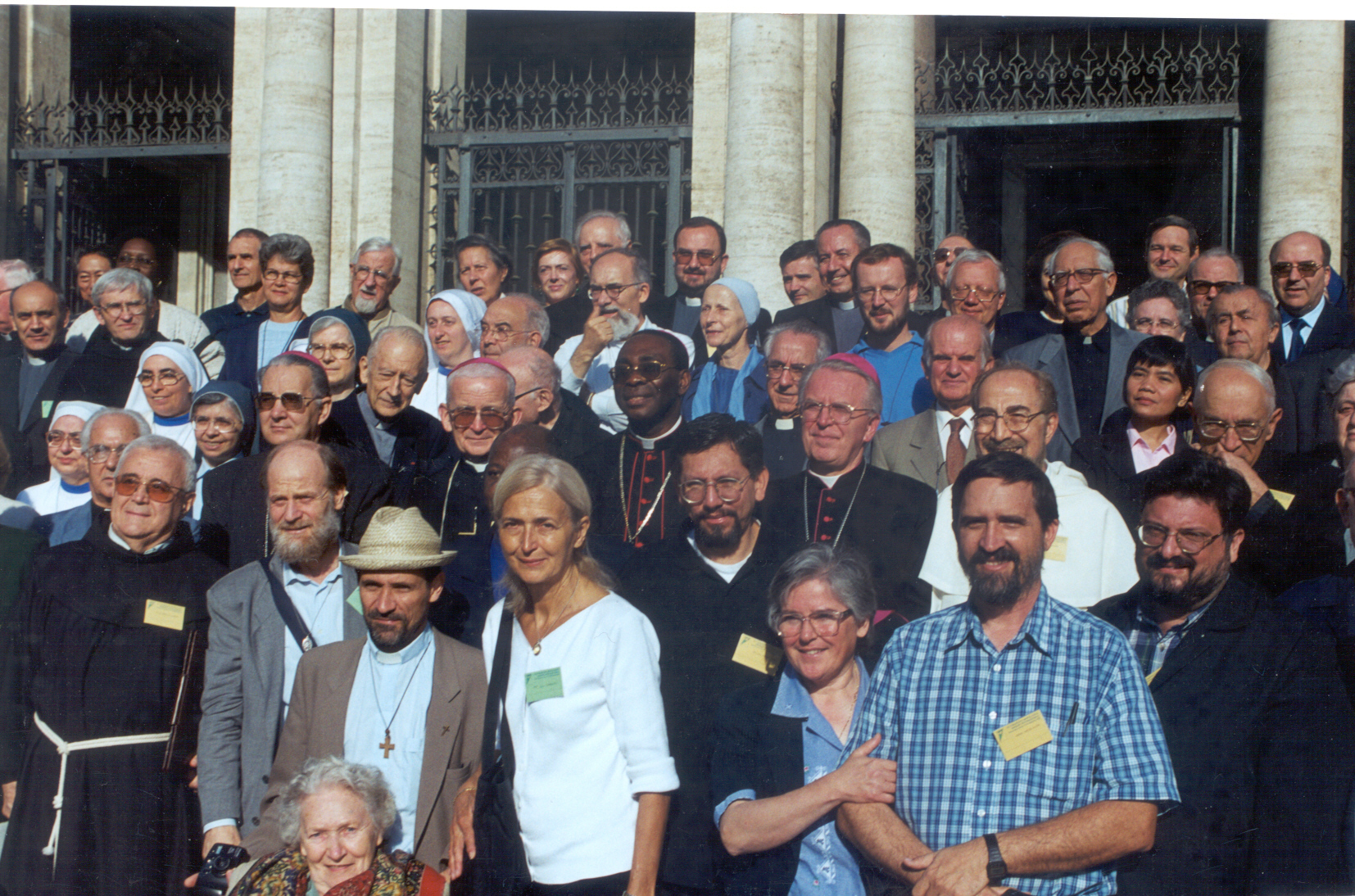
Roma 2000

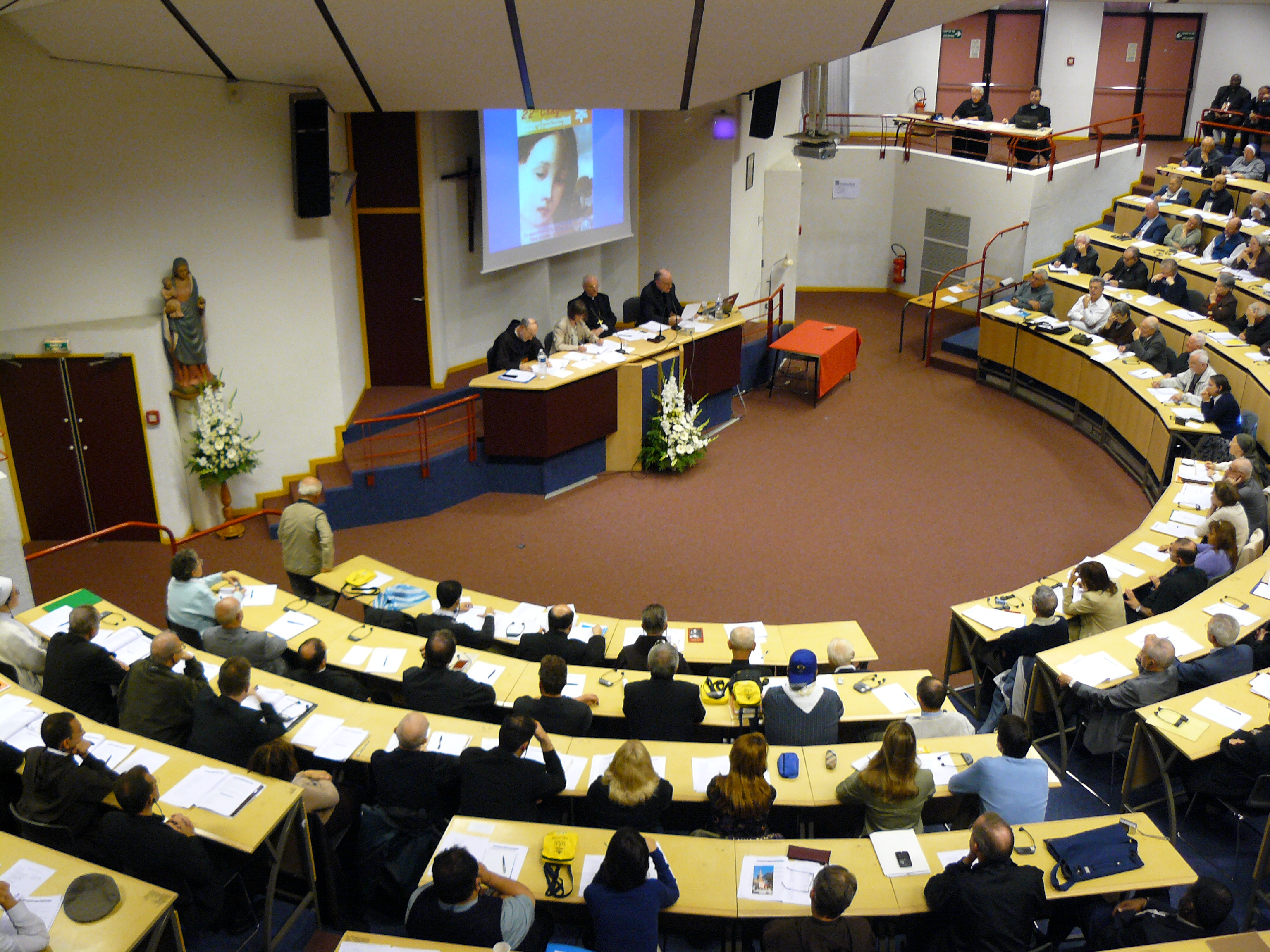
Lourdes 2008

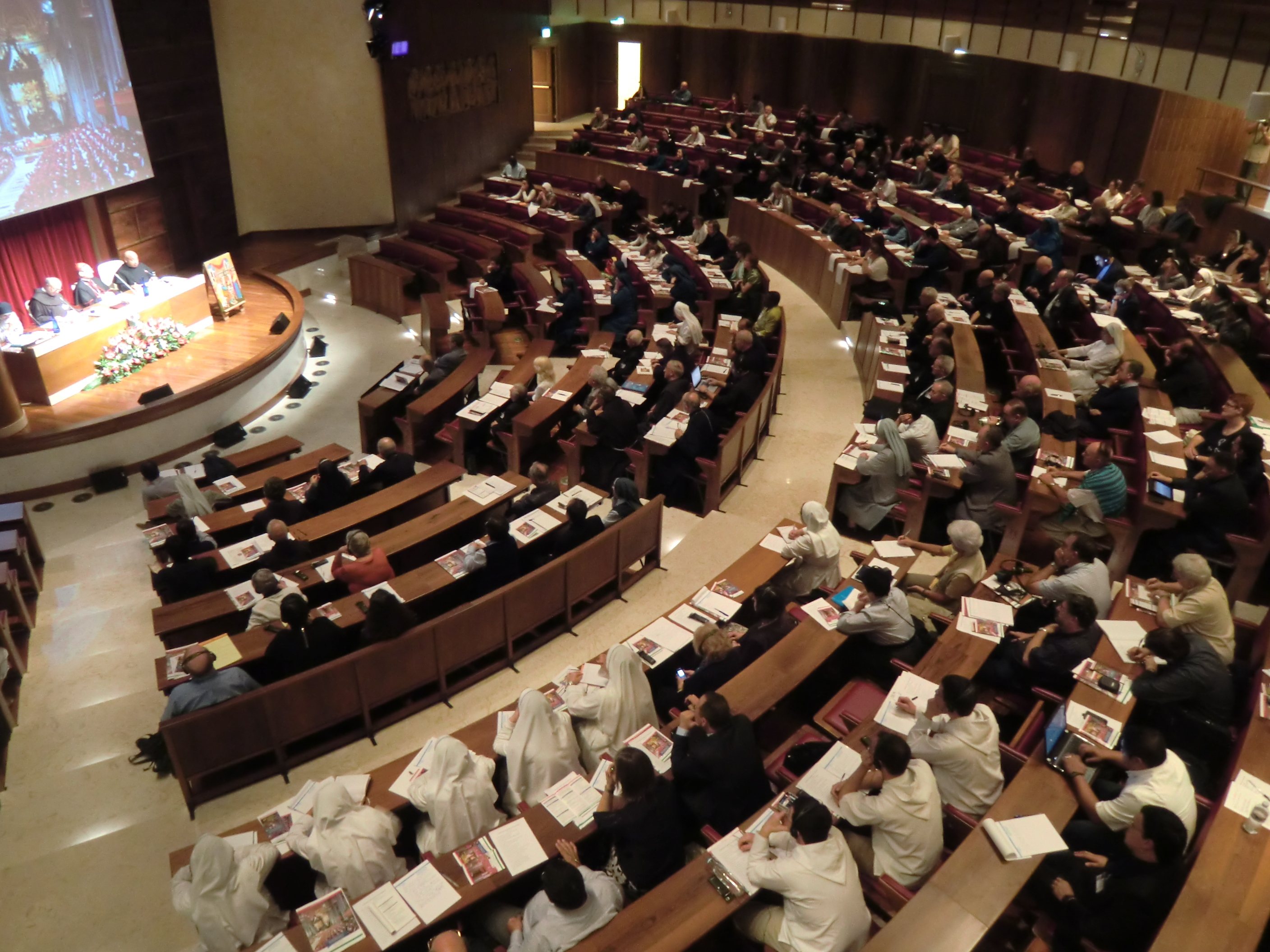
Congresso 2012

O PAMI organiza " Congressos Internacionais Mariológicos " desde 1950, por ocasião do 8º Congresso Internacional Mariano:
1950 - 1º Mariológico - 8º Mariano Congresso Internacional - Roma
1954 - 2º Mariológico - 9º Congresso Internacional Mariano - Roma
1958 - 3º Mariológico - 10º Congresso Internacional Mariano - Lourdes
1965 - 4º Mariológico - 11º Congresso Internacional Mariano - Santo Domingo
1967 - 5º Mariológico - 12º Congresso Internacional Mariano - Lisboa
1971 - 6º Mariológico - 13º Congresso Internacional Mariano - Zagreb
1975 - 7º Mariológico - 14º Congresso Internacional Mariano - Roma
1979 - 8º Mariológico - 15º Congresso Internacional Mariano - Zaragoza
1983 - 9º Mariológico - 16º Congresso Internacional Mariano - Malta
1987 - 10º Mariológico - 17º Congresso Internacional Mariano - Kevelaer
1992 - 11º Mariológico - 18º Congresso Internacional Mariano - Huelva
1996 - 12º Mariológico - 19º Congresso Internacional Mariano - Częstochowa
Em 8 de janeiro de 1996, João Paulo II aprovou a revisão dos estatutos do PAMI, levando a uma mudança na denominação dos congressos a partir de 2000.
2000 - 20º Congresso Internacional Mariológico Mariano - Roma
2004 - 21º Congresso Internacional Mariológico Mariano - Roma
2008 - 22º Congresso Internacional Mariológico Mariano - Lourdes
2012 - 23º Congresso Internacional Mariológico Mariano - Roma
2016 - 24º Congresso Internacional Mariológico Mariano - Fátima